# Linus Brohult
Linus Lars Martin Brohult, född 10 juni 1972, är en svensk journalist, sedan 2011 anställd vid Sveriges Television. Han arbetar (2021) som redaktör vid vetenskapsredaktionen på SVT och för programmet Vetenskapens värld. Han är även programledare för programmet Vetenskapsstudion i SVT . Brohult fungerar även som reporter och vetenskapsjournalistisk kommentator vid SVT:s nyhetsredaktion.

## Biografi
Brohult har studerat vid Stockholms universitet och var ordförande i Filosofiska ämnesrådet vid universitetet, där han bland annat bjöd in filosofen Peter Singer till att hålla en uppmärksammad föreläsning på Stockholms universitet.

### Politik, aktivism
Brohult hade en tjänst som förtroendevald inom Miljöpartiets ungdomsförbund Grön Ungdom 1992–1994. Han har också varit plogbillsaktivist och deltog 1990 i en aktion mot dåvarande Bofors fabrik i Eskilstuna och 1992 i en aktion mot Saabs fabrik i Linköping.
Brohult var på 1990-talet känd som talesman för olika organisationer inom fredsrörelsen och miljörörelsen, bland annat Plogbillsrörelsen och nätverket Socialekologisk aktion.
Linus Brohult uppmärksammades 1997 när han framträdde som talesman för nätverket Socialekologisk aktion, som tog på sig ansvaret för handgripliga protester i samband med bygget av Södra länken i Stockholm. Brohult har dock hävdat att han varken var aktivist eller ens medlem i nätverket. Brohult greps en natt i februari 1998 vid en vägarbetsplats i anslutning till bygget av Södra länken och häktades därefter. Brohult satt häktad i en månad innan han släpptes.
Han dömdes 1999 till ett års fängelse för grov uppvigling. Enligt Stockholms tingsrätt var det Brohult som var författare till anonyma artiklar i tidningen Ekologisten som uppmanade medlemmarna att sabotera bygget av Södra länken. Svea hovrätt sänkte påföljden till samhällstjänst. Högsta domstolen tog aldrig upp fallet.

### Journalist
Brohult började arbeta som frilansjournalist år 1998, för bland annat tidningarna Arbetaren, Dagens Nyheter, Expressen och för tekniktidningar som Tidningen Mobil, Allt om Digitalfoto och Telecom Report. Brohult har också varit verksam som kolumnist vid Fria Tidningen, Stockholms Fria Tidning och Grafia (numera del av Dagens Arbete). Från 2005 till mars 2011 var han chefredaktör för Tidningen Mobil. Från april 2011 är han reporter och redaktör på vetenskapsredaktionen på Sveriges Television.

### Övrigt
Han har som barn varit verksam som artist, där han bland annat spelade rollen som den unge Guido i musikalen Nine på Oscarsteatern, med bland annat Siw Malmkvist och Ernst-Hugo Järegård.